# A Queen együttes dalainak listája
Az alábbi lista a Queen rockegyüttes dalait sorolja fel. Az együttes tagjai Freddie Mercury énekes, Brian May gitáros, John Deacon basszusgitáros és Roger Taylor dobos voltak. A listán azok a dalok szerepelnek, amelyek az együttes valamely kiadványára felkerültek.

## A lista
| Cím                                               | Megjelenés éve | Szerző                              | Énekes                   | Hossz | Album                              |
| ------------------------------------------------- | -------------- | ----------------------------------- | ------------------------ | ----- | ---------------------------------- |
| ’39                                               | 1975           | May                                 | May                      | 3:31  | A Night at the Opera               |
| A Dozen Red Roses for My Darling                  | 1986           | Taylor                              | Instrumentális           | 4:40  | Princes of the Universe kislemez   |
| A Human Body                                      | 1980           | Taylor                              | Taylor                   | 3:36  | Play the Game kislemez             |
| A Kind of 'A Kind of Magic'                       | 1986           | Taylor                              | Mercury                  | 3:37  | A Kind of Magic                    |
| A Kind of Magic                                   | 1986           | Taylor                              | Mercury                  | 4:24  | A Kind of Magic                    |
| A Winter’s Tale                                   | 1995           | Queen                               | Mercury                  | 3:49  | Made in Heaven                     |
| Action This Day                                   | 1982           | Taylor                              | Mercury                  | 3:32  | Hot Space                          |
| All Dead, All Dead                                | 1977           | May                                 | May                      | 3:09  | News of the World                  |
| All God’s People                                  | 1991           | Mercury, Mike Moran                 | Mercury                  | 4:19  | Innuendo                           |
| Another One Bites the Dust                        | 1980           | Deacon                              | Mercury                  | 3:32  | The Game                           |
| Arboria (Planet of the Tree Men)                  | 1980           | Deacon                              | Instrumentális           | 1:41  | Flash Gordon                       |
| Back Chat                                         | 1982           | Deacon                              | Mercury                  | 4:31  | Hot Space                          |
| Battle Theme                                      | 1980           | May                                 | Instrumentális           | 2:18  | Flash Gordon                       |
| Bicycle Race                                      | 1978           | Mercury                             | Mercury                  | 3:01  | Jazz                               |
| Bijou                                             | 1991           | Queen                               | Mercury                  | 3:35  | Innuendo                           |
| Blurred Vision                                    | 1985           | Queen                               | Mercury                  | 4:38  | One Vision kislemez                |
| Body Language                                     | 1982           | Mercury                             | Mercury                  | 4:29  | Hot Space                          |
| Bohemian Rhapsody                                 | 1975           | Mercury                             | Mercury                  | 5:55  | A Night at the Opera               |
| Breakthru                                         | 1989           | Queen                               | Mercury                  | 4:06  | The Miracle                        |
| Brighton Rock                                     | 1974           | May                                 | Mercury                  | 5:08  | Sheer Heart Attack                 |
| Bring Back That Leroy Brown                       | 1974           | Mercury                             | Mercury                  | 2:13  | Sheer Heart Attack                 |
| Calling All Girls                                 | 1982           | Taylor                              | Mercury                  | 3:50  | Hot Space                          |
| Chinese Torture                                   | 1989           | Queen                               | Instrumentális           | 1:46  | The Miracle                        |
| Coming Soon                                       | 1980           | Taylor                              | Mercury, Taylor          | 2:47  | The Game                           |
| Cool Cat                                          | 1982           | Deacon, Mercury                     | Mercury                  | 3:26  | Hot Space                          |
| Crash Dive on Mingo City                          | 1980           | May                                 | Instrumentális           | 1:00  | Flash Gordon                       |
| Crazy Little Thing Called Love                    | 1980           | Mercury                             | Mercury                  | 2:42  | The Game                           |
| Dancer                                            | 1982           | May                                 | Mercury                  | 3:46  | Hot Space                          |
| Dead on Time                                      | 1978           | May                                 | Mercury                  | 3:23  | Jazz                               |
| Dear Friends                                      | 1974           | May                                 | Mercury                  | 1:07  | Sheer Heart Attack                 |
| Death on Two Legs                                 | 1975           | Mercury                             | Mercury                  | 3:43  | A Night at the Opera               |
| Delilah                                           | 1991           | Queen                               | Mercury                  | 3:32  | Innuendo                           |
| Doing All Right                                   | 1973           | May, Tim Staffell                   | Mercury                  | 4:09  | Queen                              |
| Don’t Lose Your Head                              | 1986           | Taylor                              | Mercury, Taylor          | 4:38  | A Kind of Magic                    |
| Don’t Stop Me Now                                 | 1978           | Mercury                             | Mercury                  | 3:29  | Jazz                               |
| Don’t Try So Hard                                 | 1991           | Queen                               | Mercury                  | 3:37  | Innuendo                           |
| Don’t Try Suicide                                 | 1980           | Mercury                             | Mercury                  | 3:52  | The Game                           |
| Dragon Attack                                     | 1980           | May                                 | Mercury                  | 4:17  | The Game                           |
| Dreamer’s Ball                                    | 1978           | May                                 | Mercury                  | 3:30  | Jazz                               |
| Drowse                                            | 1976           | Taylor                              | Taylor                   | 3:45  | A Day at the Races                 |
| Escape from the Swamp                             | 1980           | Taylor                              | Instrumentális           | 1:43  | Flash Gordon                       |
| Execution of Flash                                | 1980           | Deacon                              | Instrumentális           | 1:05  | Flash Gordon                       |
| Fat Bottomed Girls                                | 1978           | May                                 | Mercury                  | 4:16  | Jazz                               |
| Father to Son                                     | 1974           | May                                 | Mercury, Taylor          | 6:14  | Queen II                           |
| Feelings, Feelings                                | 2011           | May                                 | Mercury                  | 1:55  | News of the World (2011 bónusz EP) |
| Fight From the Inside                             | 1977           | Taylor                              | Taylor                   | 3:03  | News of the World                  |
| Flash’s Theme                                     | 1980           | May                                 | May, Mercury             | 3:29  | Flash Gordon                       |
| Flash to the Rescue                               | 1980           | May                                 | Instrumentális           | 2:44  | Flash Gordon                       |
| Flash’s Theme Reprise (Victory Celebrations)      | 1980           | May                                 | Mercury                  | 1:23  | Flash Gordon                       |
| Flick of the Wrist                                | 1974           | Mercury                             | Mercury                  | 3:46  | Sheer Heart Attack                 |
| Football Fight                                    | 1980           | Mercury                             | Instrumentális           | 1:28  | Flash Gordon                       |
| Forever                                           | 1986           | May                                 | Instrumentális           | 3:20  | Who Wants to Live Forever kislemez |
| Friends Will Be Friends                           | 1986           | Deacon, Mercury                     | Mercury                  | 4:07  | A Kind of Magic                    |
| Friends Will Be Friends Will Be Friends           | 1986           | Deacon, Mercury                     | Mercury                  | 5:58  | A Kind of Magic                    |
| Fun It                                            | 1978           | Taylor                              | Mercury, Taylor          | 3:29  | Jazz                               |
| Funny How Love Is                                 | 1974           | Mercury                             | Mercury                  | 2:48  | Queen II                           |
| Get Down, Make Love                               | 1977           | Mercury                             | Mercury                  | 3:51  | News of the World                  |
| Gimme the Prize                                   | 1986           | May                                 | Mercury                  | 4:34  | A Kind of Magic                    |
| God Save the Queen                                | 1975           | Tradicionális                       | Instrumentális           | 1:18  | A Night at the Opera               |
| Good Company                                      | 1975           | May                                 | May                      | 3:23  | A Night at the Opera               |
| Good Old-Fashioned Lover Boy                      | 1976           | Mercury                             | Mercury                  | 2:54  | A Day at the Races                 |
| Great King Rat                                    | 1973           | Mercury                             | Mercury                  | 5:41  | Queen                              |
| Hammer to Fall                                    | 1984           | May                                 | Mercury                  | 4:28  | The Works                          |
| Hang on in There                                  | 1989           | Queen                               | Mercury                  | 3:44  | I Want It All kislemez             |
| Headlong                                          | 1991           | Queen                               | Mercury                  | 4:38  | Innuendo                           |
| Heaven for Everyone                               | 1995           | Taylor                              | Mercury                  | 5:36  | Made in Heaven                     |
| Hijack My Heart                                   | 1989           | Queen                               | Mercury                  | 4:11  | The Invisible Man kislemez         |
| I Can’t Live with You                             | 1991           | Queen                               | Mercury                  | 4:28  | Innuendo                           |
| I Go Crazy                                        | 1984           | May                                 | Mercury                  | 3:42  | Radio Ga Ga kislemez               |
| I Want It All                                     | 1989           | Queen                               | May, Mercury             | 4:42  | The Miracle                        |
| I Want to Break Free                              | 1984           | Deacon                              | Mercury                  | 3:20  | The Works                          |
| I Was Born to Love You                            | 1995           | Mercury                             | Mercury                  | 4:49  | Made in Heaven                     |
| If You Can’t Beat Them                            | 1978           | Deacon                              | Mercury                  | 4:15  | Jazz                               |
| In Only Seven Days                                | 1978           | Deacon                              | Mercury                  | 2:30  | Jazz                               |
| In the Death Cell (Love Theme Reprise)            | 1980           | Taylor                              | Instrumentális           | 2:24  | Flash Gordon                       |
| In the Lap of the Gods                            | 1974           | Mercury                             | Mercury                  | 3:20  | Sheer Heart Attack                 |
| In the Lap of the Gods…Revisited                  | 1974           | Mercury                             | Mercury                  | 3:42  | Sheer Heart Attack                 |
| In the Space Capsule (The Love Theme)             | 1980           | Taylor                              | Instrumentális           | 2:42  | Flash Gordon                       |
| Innuendo                                          | 1991           | Queen                               | Mercury                  | 6:30  | Innuendo                           |
| Is This the World We Created..?                   | 1984           | May, Mercury                        | Mercury                  | 2:13  | The Works                          |
| It’s a Beautiful Day                              | 1995           | Queen                               | Mercury                  | 2:32  | Made in Heaven                     |
| It's a Beautiful Day (Reprise)                    | 1995           | Queen                               | Mercury                  | 3:01  | Made in Heaven                     |
| It’s a Hard Life                                  | 1984           | Mercury                             | Mercury                  | 4:08  | The Works                          |
| It’s Late                                         | 1977           | May                                 | Mercury                  | 6:27  | News of the World                  |
| I’m Going Slightly Mad                            | 1991           | Queen                               | Mercury                  | 4:22  | Innuendo                           |
| I’m in Love with My Car                           | 1975           | Taylor                              | Taylor                   | 3:05  | A Night at the Opera               |
| Jealousy                                          | 1978           | Mercury                             | Mercury                  | 3:13  | Jazz                               |
| Jesus                                             | 1973           | Mercury                             | Mercury                  | 3:44  | Queen                              |
| Keep Passing the Open Windows                     | 1984           | Mercury                             | Mercury                  | 5:21  | The Works                          |
| Keep Yourself Alive                               | 1973           | May                                 | Mercury                  | 3:46  | Queen                              |
| Khashoggi’s Ship                                  | 1989           | Queen                               | Mercury                  | 2:45  | The Miracle                        |
| Killer Queen                                      | 1974           | Mercury                             | Mercury                  | 2:57  | Sheer Heart Attack                 |
| Las Palabras de Amor                              | 1982           | May                                 | Mercury                  | 4:26  | Hot Space                          |
| Lazing on a Sunday Afternoon                      | 1975           | Mercury                             | Mercury                  | 1:07  | A Night at the Opera               |
| Leaving Home Ain’t Easy                           | 1978           | May                                 | May                      | 3:15  | Jazz                               |
| Let Me Entertain You                              | 1978           | Mercury                             | Mercury                  | 3:01  | Jazz                               |
| Let Me In Your Heart Again                        | 2014           | May                                 | Mercury                  | 4:31  | Queen Forever                      |
| Let Me Live                                       | 1995           | Queen                               | Mercury                  | 4:45  | Made in Heaven                     |
| Liar                                              | 1973           | Mercury                             | Mercury                  | 6:26  | Queen                              |
| Life Is Real                                      | 1982           | Mercury                             | Mercury                  | 3:28  | Hot Space                          |
| Lily of the Valley                                | 1974           | Mercury                             | Mercury                  | 1:43  | Sheer Heart Attack                 |
| Long Away                                         | 1976           | May                                 | May                      | 3:33  | A Day at the Races                 |
| Lost Opportunity                                  | 1991           | Queen                               | Mercury                  | 3:49  | I’m Going Slightly Mad kislemez    |
| Love Kills – The Ballad                           | 2014           | Mercury, Giorgio Moroder            | Mercury                  | 4:12  | Queen Forever                      |
| Love of My Life                                   | 1975           | Mercury                             | Mercury                  | 3:39  | A Night at the Opera               |
| Machines (or 'Back to Humans')                    | 1984           | May, Taylor                         | Mercury, Taylor          | 5:10  | The Works                          |
| Mad the Swine                                     | 1991           | Mercury                             | Mercury                  | 3:21  | Headlong kislemez                  |
| Made in Heaven                                    | 1995           | Mercury                             | Mercury                  | 5:25  | Made in Heaven                     |
| Man on the Prowl                                  | 1984           | Mercury                             | Mercury                  | 3:28  | The Works                          |
| Marriage of Dale and Ming (and Flash Approaching) | 1980           | May, Taylor                         | Mercury                  | 2:04  | Flash Gordon                       |
| Ming's Theme (In the Court of Ming the Merciless) | 1980           | Mercury                             | Instrumentális           | 2:40  | Flash Gordon                       |
| Misfire                                           | 1974           | Deacon                              | Mercury                  | 1:50  | Sheer Heart Attack                 |
| Modern Times Rock ’n’ Roll                        | 1973           | Taylor                              | Mercury                  | 1:48  | Queen                              |
| More of That Jazz                                 | 1978           | Taylor                              | Taylor                   | 4:16  | Jazz                               |
| Mother Love                                       | 1995           | May, Mercury                        | Mercury                  | 4:49  | Made in Heaven                     |
| Mustapha                                          | 1978           | Mercury                             | Mercury                  | 3:01  | Jazz                               |
| My Baby Does Me                                   | 1989           | Queen                               | Mercury                  | 3:21  | The Miracle                        |
| My Fairy King                                     | 1973           | Mercury                             | Mercury                  | 4:08  | Queen                              |
| My Life Has Been Saved                            | 1995           | Queen                               | Mercury                  | 3:15  | Made in Heaven                     |
| My Melancholy Blues                               | 1977           | Mercury                             | Mercury                  | 3:29  | News of the World                  |
| Need Your Loving Tonight                          | 1980           | Deacon                              | Mercury                  | 2:46  | The Game                           |
| Nevermore                                         | 1974           | Mercury                             | Mercury                  | 1:17  | Queen II                           |
| No-One but You (Only the Good Die Young)          | 1997           | May                                 | May, Taylor              | 4:13  | Queen Rocks                        |
| Now I’m Here                                      | 1974           | May                                 | Mercury                  | 4:10  | Sheer Heart Attack                 |
| Ogre Battle                                       | 1974           | Mercury                             | Mercury                  | 4:08  | Queen II                           |
| One Vision                                        | 1985           | Queen                               | Mercury                  | 5:10  | A Kind of Magic                    |
| One Year of Love                                  | 1986           | Deacon                              | Mercury                  | 4:26  | A Kind of Magic                    |
| Pain Is So Close to Pleasure                      | 1986           | Deacon, Mercury                     | Mercury                  | 4:21  | A Kind of Magic                    |
| Party                                             | 1989           | Queen                               | Mercury                  | 2:24  | The Miracle                        |
| Play the Game                                     | 1980           | Mercury                             | Mercury                  | 3:27  | The Game                           |
| Princes of the Universe                           | 1986           | Mercury                             | Mercury                  | 3:32  | A Kind of Magic                    |
| Procession                                        | 1974           | May                                 | Instrumentális           | 1:12  | Queen II                           |
| Put Out the Fire                                  | 1982           | May                                 | Mercury                  | 3:18  | Hot Space                          |
| Radio Ga Ga                                       | 1984           | Taylor                              | Mercury                  | 5:49  | The Works                          |
| Rain Must Fall                                    | 1989           | Queen                               | Mercury                  | 4:19  | The Miracle                        |
| Ride the Wild Wind                                | 1991           | Queen                               | Mercury, Taylor          | 4:41  | Innuendo                           |
| Rock It (Prime Jive)                              | 1980           | Taylor                              | Mercury, Taylor          | 4:30  | The Game                           |
| Sail Away Sweet Sister                            | 1980           | May                                 | May, Mercury             | 3:32  | The Game                           |
| Save Me                                           | 1980           | May                                 | Mercury                  | 3:43  | The Game                           |
| Scandal                                           | 1989           | Queen                               | Mercury                  | 4:41  | The Miracle                        |
| Seaside Rendezvous                                | 1975           | Mercury                             | Mercury                  | 2:15  | A Night at the Opera               |
| See What a Fool I’ve Been                         | 1974           | May                                 | Mercury                  | 4:31  | Seven Seas of Rhye kislemez        |
| Seven Seas of Rhye                                | 1974           | Mercury                             | Mercury                  | 2:48  | Queen II                           |
| Seven Seas of Rhye...                             | 1973           | Mercury                             | Instrumentális           | 1:15  | Queen                              |
| She Makes Me (Stormtrooper in Stilettos)          | 1974           | May                                 | May                      | 4:08  | Sheer Heart Attack                 |
| Sheer Heart Attack                                | 1977           | Taylor                              | Mercury, Taylor          | 3:24  | News of the World                  |
| Sleeping on the Sidewalk                          | 1977           | May                                 | May                      | 3:07  | News of the World                  |
| Some Day One Day                                  | 1974           | May                                 | May                      | 4:21  | Queen II                           |
| Somebody to Love                                  | 1976           | Mercury                             | Mercury                  | 4:56  | A Day at the Races                 |
| Son and Daughter                                  | 1973           | May                                 | Mercury                  | 3:21  | Queen                              |
| Soul Brother                                      | 1981           | Queen                               | Mercury                  | 3:34  | Under Pressure kislemez            |
| Spread Your Wings                                 | 1977           | Deacon                              | Mercury                  | 4:32  | News of the World                  |
| Staying Power                                     | 1982           | Mercury                             | Mercury                  | 4:10  | Hot Space                          |
| Stealin'                                          | 1989           | Queen                               | Mercury                  | 3:59  | Breakthru kislemez                 |
| Stone Cold Crazy                                  | 1974           | Deacon, May, Mercury, Taylor        | Mercury                  | 2:12  | Sheer Heart Attack                 |
| Sweet Lady                                        | 1975           | May                                 | Mercury                  | 4:03  | A Night at the Opera               |
| Tear It Up                                        | 1984           | May                                 | Mercury                  | 3:28  | The Works                          |
| Tenement Funster                                  | 1974           | Taylor                              | Taylor                   | 2:48  | Sheer Heart Attack                 |
| Teo Torriatte (Let Us Cling Together)             | 1976           | May                                 | Mercury                  | 5:57  | A Day at the Races                 |
| Thank God It’s Christmas                          | 1984           | May, Taylor                         | Mercury                  | 4:19  | Thank God It’s Christmas kislemez  |
| The Fairy Feller’s Master-Stroke                  | 1974           | Mercury                             | Mercury                  | 2:41  | Queen II                           |
| The Hero                                          | 1980           | May                                 | Mercury                  | 3:31  | Flash Gordon                       |
| The Hitman                                        | 1991           | Queen                               | Mercury                  | 4:55  | Innuendo                           |
| The Invisible Man                                 | 1989           | Queen                               | Mercury, Taylor          | 3:54  | The Miracle                        |
| The Kiss (Aura Resurrects Flash)                  | 1980           | Mercury                             | Mercury                  | 1:44  | Flash Gordon                       |
| The Loser in the End                              | 1974           | Taylor                              | Taylor                   | 4:01  | Queen II                           |
| The March of the Black Queen                      | 1974           | Mercury                             | Mercury                  | 6:33  | Queen II                           |
| The Millionaire Waltz                             | 1976           | Mercury                             | Mercury                  | 4:54  | A Day at the Races                 |
| The Miracle                                       | 1989           | Queen                               | Mercury                  | 5:00  | The Miracle                        |
| The Night Comes Down                              | 1973           | May                                 | Mercury                  | 4:23  | Queen                              |
| The Prophet’s Song                                | 1975           | May                                 | Mercury                  | 8:21  | A Night at the Opera               |
| The Ring (Hypnotic Seduction of Dale)             | 1980           | Mercury                             | Instrumentális           | 0:57  | Flash Gordon                       |
| The Show Must Go On                               | 1991           | Queen                               | Mercury                  | 4:31  | Innuendo                           |
| The Wedding March                                 | 1980           | Richard Wagner, May                 | Instrumentális           | 0:56  | Flash Gordon                       |
| There Must Be More To Life Than This              | 2014           | Mercury                             | Mercury, Michael Jackson | 3:20  | Queen Forever                      |
| These Are the Days of Our Lives                   | 1991           | Queen                               | Mercury                  | 4:13  | Innuendo                           |
| Tie Your Mother Down                              | 1976           | May                                 | Mercury                  | 4:47  | A Day at the Races                 |
| Too Much Love Will Kill You                       | 1995           | May, Elisabeth Musker, Frank Lamers | May, Mercury             | 4:20  | Made in Heaven                     |
| Under Pressure                                    | 1982           | Queen, David Bowie                  | Mercury, Bowie           | 4:02  | Hot Space                          |
| Untitled                                          | 1995           | Queen                               | Instrumentális           | 22:32 | Made in Heaven                     |
| Vultan’s Theme (Attack of the Hawk Men)           | 1980           | Mercury                             | Instrumentális           | 1:12  | Flash Gordon                       |
| Was It All Worth It                               | 1989           | Queen                               | Mercury                  | 5:43  | The Miracle                        |
| We Are the Champions                              | 1977           | Mercury                             | Mercury                  | 2:59  | News of the World                  |
| We Will Rock You                                  | 1977           | May                                 | Mercury                  | 2:01  | News of the World                  |
| White Man                                         | 1976           | May                                 | Mercury                  | 4:59  | A Day at the Races                 |
| White Queen (As It Began)                         | 1974           | May                                 | Mercury                  | 4:33  | Queen II                           |
| Who Needs You                                     | 1977           | Deacon                              | Mercury                  | 3:07  | News of the World                  |
| Who Wants to Live Forever                         | 1986           | May                                 | May, Mercury             | 5:15  | A Kind of Magic                    |
| You And I                                         | 1976           | Deacon                              | Mercury                  | 3:25  | A Day at the Races                 |
| You Don’t Fool Me                                 | 1995           | Queen                               | Mercury                  | 5:24  | Made in Heaven                     |
| You Take My Breath Away                           | 1976           | Mercury                             | Mercury                  | 5:08  | A Day at the Races                 |
| You’re My Best Friend                             | 1975           | Deacon                              | Mercury                  | 2:52  | A Night at the Opera               |